# Charles Siclis
Charles Siclis, né le 12 juin 1889 à Paris 17e et mort le 8 mai 1942 à New York, est un architecte et décorateur français.

## Biographie

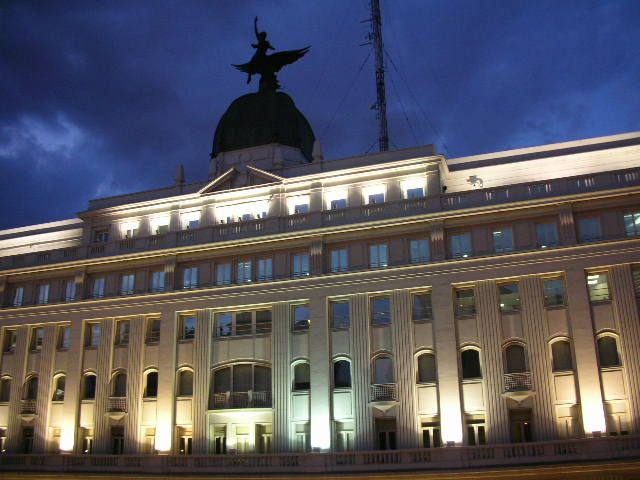
L'immeuble Paris-Madrid à Madrid

Charles Siclis fit ses études à l'École des beaux-arts de Paris où il a acheva sa formation en 1920 et commença sa carrière dans l'atelier de Jean-Louis Pascal. En 1925, il  participa à l'Exposition internationale des Arts décoratifs et industriels modernes, en réalisant le design du pavillon et du jardin de la place de Clichy. Charles Siclis installa ses ateliers à Paris, Biarritz et Nice. Il eut une carrière internationale, en réalisant ou en modifiant des œuvres dans plusieurs pays européens (la casa Serralves à Porto, le Paris-Madrid à Madrid) et aux États-Unis, où il immigra pendant la Seconde Guerre mondiale.
Son nom est resté associé aux constructions de cinémas, de casinos et, surtout aux théâtres de style moderne art déco.
Il a également créé des villas et hôtels de luxe, sur la côte basque et la Côte d'Azur, qu'il a réalisés pour le gotha.
Le baron Philippe de Rothschild, son ami, fut son mécène notamment pour la construction du théâtre Saint-Georges en 1928, du théâtre des Mathurins ou du théâtre Pigalle  (1929), qui fut détruit et remplacé par un garage. Son travail a été remarqué avec la réalisation et décoration de cafés comme le Chiquito en 1927, le Colisée en 1932, la Maison du café en 1933, le Triomphe en 1934 ou le Dupont-Barbès en 1935, à Paris. Charles Siclis explorait des formes et des techniques modernes, radicales et novatrices à l'entre-deux-guerres et travaillait parallèlement autour des styles régionaux français.

## Œuvres architecturales
- 1926 : le Grand Chai de Mouton Rothschild en Gironde (long de 100m et large de 25m, un bâtiment "avant-garde" pouvant abriter jusqu'à 1000 fûts de chêne alignés sur un seul niveau), commandé par Philippe de Rothschild[9]
- 1927 : bar-restaurant Chiquito, rue du Colisée, Paris
- 1928 : théâtre Saint-Georges, Paris
- 1935 : cinéma Paris-Soir, avenue des Ternes, Paris
- 1935 : galerie Anspach, Bruxelles (collaborateur : Polak architecte ingénieur)

## Postérité
À Saint-Symphorien, en Gironde, une maison d'habitation particulière, dite maison Siclis, réalisée entre 1934 et 1938, est inscrite au titre des monuments historiques depuis 2007.
En 2016, l'ouvrage L'Étoile filante Charles Siclis par André Tavares est publié aux éditions B2.